# 金尻カズナ
金尻 カズナ（かなじり カズナ、1981年 - ）は、日本のソーシャルワーカー。アダルトビデオや性産業に取り込まれた人などへの相談支援事業を行っているNPO法人ぱっぷす（旧称：ポルノ被害と性暴力を考える会）の理事長を務める。金尻和也（かなじり かずや）とも称した。

## 略歴
1981年、大阪府で生まれる。2002年、大阪電気通信大学工学部を卒業し、情報技術 (IT) 系の企業でネットワークやシステムのエンジニアをしていた。
アダルトビデオの撮影で出演者が重傷を負った事件に衝撃を受けたことがきっかけとして、2004年からアダルトビデオ出演などによる被害の深刻さを社会に訴える活動を始めた。しかし一方で金尻自身が生活困窮のため性風俗産業で働き始め、首を絞められて死ぬ思いをしたことなどがあっても、辞められずに5年間、性風俗産業で働いた。性産業の中に身を置くと、性産業が人権侵害をしていることに気付くことが難しいという。金尻は一人のソーシャルワーカーの助けで性風俗の仕事を辞めることが出来た。「その時に受けたソーシャルワークがとても心地よく」、2011年から性産業などによって困難に直面している人たちに対する相談支援に携わる。2017年11月にNPO法人として認証されたぱっぷすのNPO法人設立当初から理事を務め、2019年からぱっぷすの理事長を務めている。
スマートフォンの普及によって性的画像をインターネット上で公開することが容易になり、被害に遭うことが増加した状況をふまえ、金尻はスマートフォンが性的画像を撮影できなくする機能を標準装備するよう求めるキャンペーンを2020年に始め、スマートフォンの基本ソフトを販売しているアップルとグーグルに対して2021年2月に要望書を提出した。
2022年4月1日に日本で法的成人年齢が20歳以上から18歳以上に引き下げられて、18歳と19歳の若者が成人として扱われるようになり、未成年としての法的保護を受けられなくなった。金尻はこれによって新たに性産業の餌食になる若い犠牲者を救うための立法措置を求めて活動している。

## 出演
- 『ハートネットTV』「性暴力１　私の画像を消してください　広がるデジタル性被害」[14]NHK教育（Eテレ）、2019年12月10日午後8時から8時29分まで[15]

## 著作
- 「AVに利用される少女たち : 新しいソーシャルワークのあり方を目指して」『Sexuality / "人間と性"教育研究協議会 企画編集』第78号、エイデル研究所、2016年10月、60-69頁。
- 「コロナ禍の中でのポルノ搾取の実態」『K-peace / 日本キリスト教婦人矯風会 編』第22号、日本キリスト教婦人矯風会、2020年10月、8-10頁。
- 合同出版編集部 編「AVという性暴力」『わたしは黙らない : 性暴力をなくす30の視点』合同出版、2021年、72-75頁。ISBN 9784772614719。